# Alteinsee
Der Alteinsee ist ein auf 2251 m gelegener Bergsee bei Arosa in Graubünden in der Schweiz.

## Lage und Namensherkunft
Der See liegt auf Altein Tiefenberg, einem Alpplateau in der Strelakette, südlich des Aroser Stausees zwischen dem Alteiner Riegel und dem Alteiner Fürggli, umgeben von Schiesshorn, Wasmagrat, Strel, Valbellahorn, Sandhubel und Leidflue, und westlich vom Alteingrat. Der Name Altein stammt von Alp Tein, der alten Bezeichnung für das Alpgebiet von Davos Wiesen (rätoromanisch Tein).

## Geologie und Fauna
Der Alteinsee liegt in einer dürftig bewachsenen Sandsteinmulde und ist von einer leicht nach Norden ansteigenden Dolomitschicht gestaut. Sein Abfluss bildet der Alteinbach, welcher über verschiedene Karstufen hinab von mehreren imposanten Wasserfällen (Alteinfälle) unterbrochen wird. Er liegt im Bereich der Aroser Dolomiten. Der See beherbergt aufgrund seiner Höhenlage keine nennenswerte, dauernde Tierpopulation, hin und wieder lassen sich aber Spiessenten blicken.

## Nutzung
Der Alteinsee wird touristisch nicht direkt genutzt. Im Sommer führt der oft benutzte Bergwanderweg Richtung Alteiner Fürggli-Davos Glaris/Wiesen, Valbella Furgga-Sandhubel, Leidfluefurgga-Murterus-Welschtobel und Schiesshorn Furgga-Schiesshorn / Maienfelder Furgga daran vorbei. Im Winter führen diverse Variantenabfahrten von den genannten Gipfeln und Übergängen zum See hinunter und weiter Richtung Isel-Arosa. Etwas oberhalb des Sees befindet sich am Wanderweg die Alteinhütta, eine Hirtenhütte, welche von den heutigen Eigentümern der Alp, den ehemaligen Gemeinden Alvaschein, Brienz/Brinzauls und Surava (seit 2015 alle in der neuen Gemeinde Albula/Alvra), zur Sömmerung ihres Braunviehs benutzt wird.

## Projekt Alteinbahn

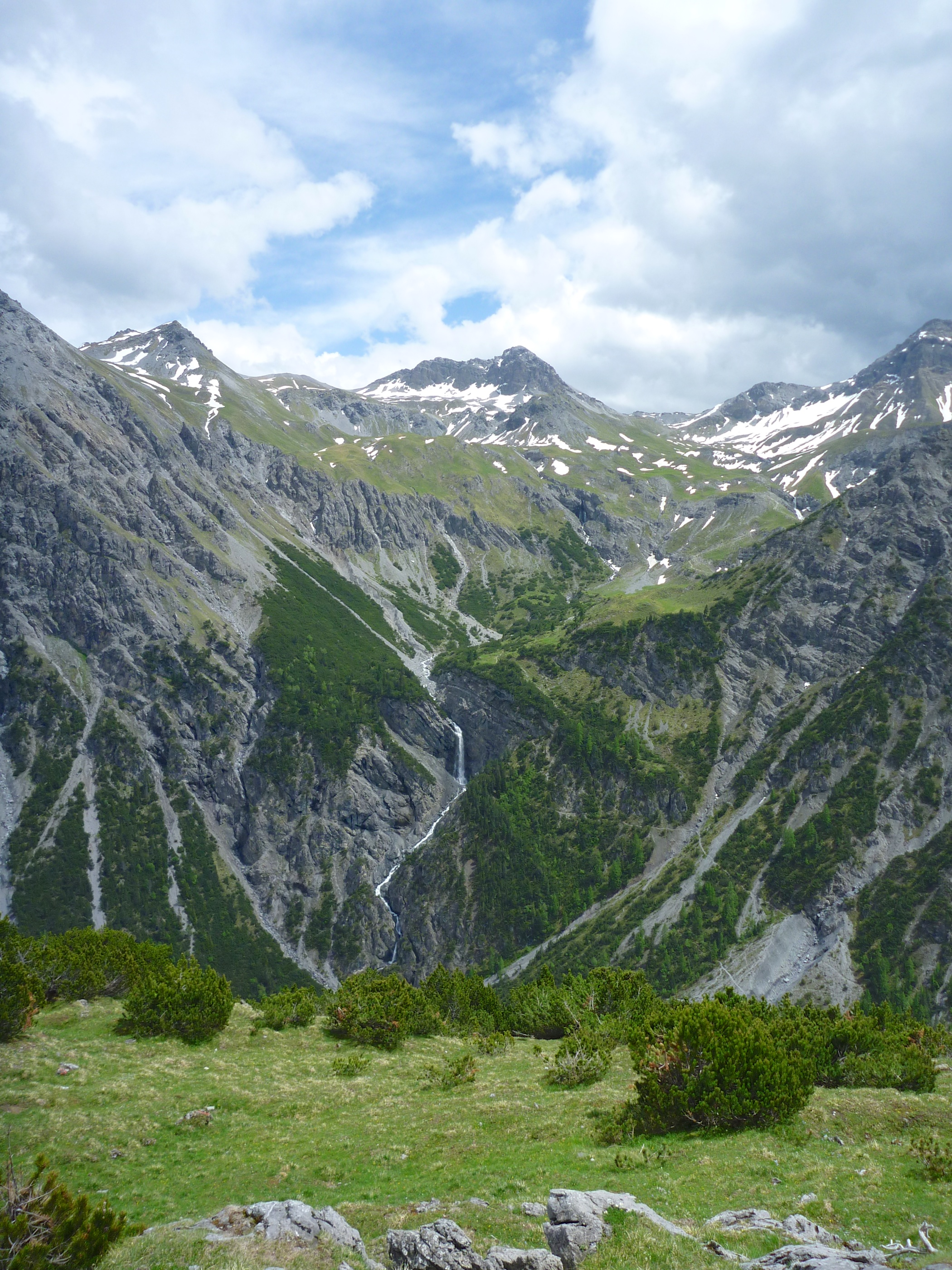
Die Alteinfälle unterhalb Uf Altein

1936/37 lancierte ein Initiativkomitee um den Aroser Beat Stoffel, dem Eigentümer der Stoffelhütte auf dem Weisshorn, die Idee des Baus einer Luftseilbahn vom Hubelsee in Arosa zum Alteinsee, zwecks Erschliessung des Gebiets für den Sommer- und Wintersport. Das Projekt konnte jedoch – vor allem aufgrund konkurrenzierender Bauvorhaben wie etwa der Tschuggenbahn und dem Bau der ersten Aroser Skilifte – nicht realisiert werden.